# Indisk gam
Indisk gam (Gyps indicus) är en fågel i familjen hökar inom ordningen hökfåglar. IUCN kategoriserar arten som akut hotad.

## Utseende
Fågeln är en typisk gam, med bart huvud, väldigt breda vingar och kort stjärt. Den är mindre och slankare än närbesläktade gåsgamen. Indisk gam väger oftast mellan 5,5 och 6,3 kg, är 80–103 cm lång och har en vingbredd på 1,96–2,38 meter.

## Utbredning och systematik
Indisk gam förekommer i sydöstra Pakistan och Indien, söder om Ganges. Arten är nära släkt med gåsgam. Tidigare klassades smalnäbbad gam som en underart.

Utbredningen för indisk gam i lila.

## Ekologi

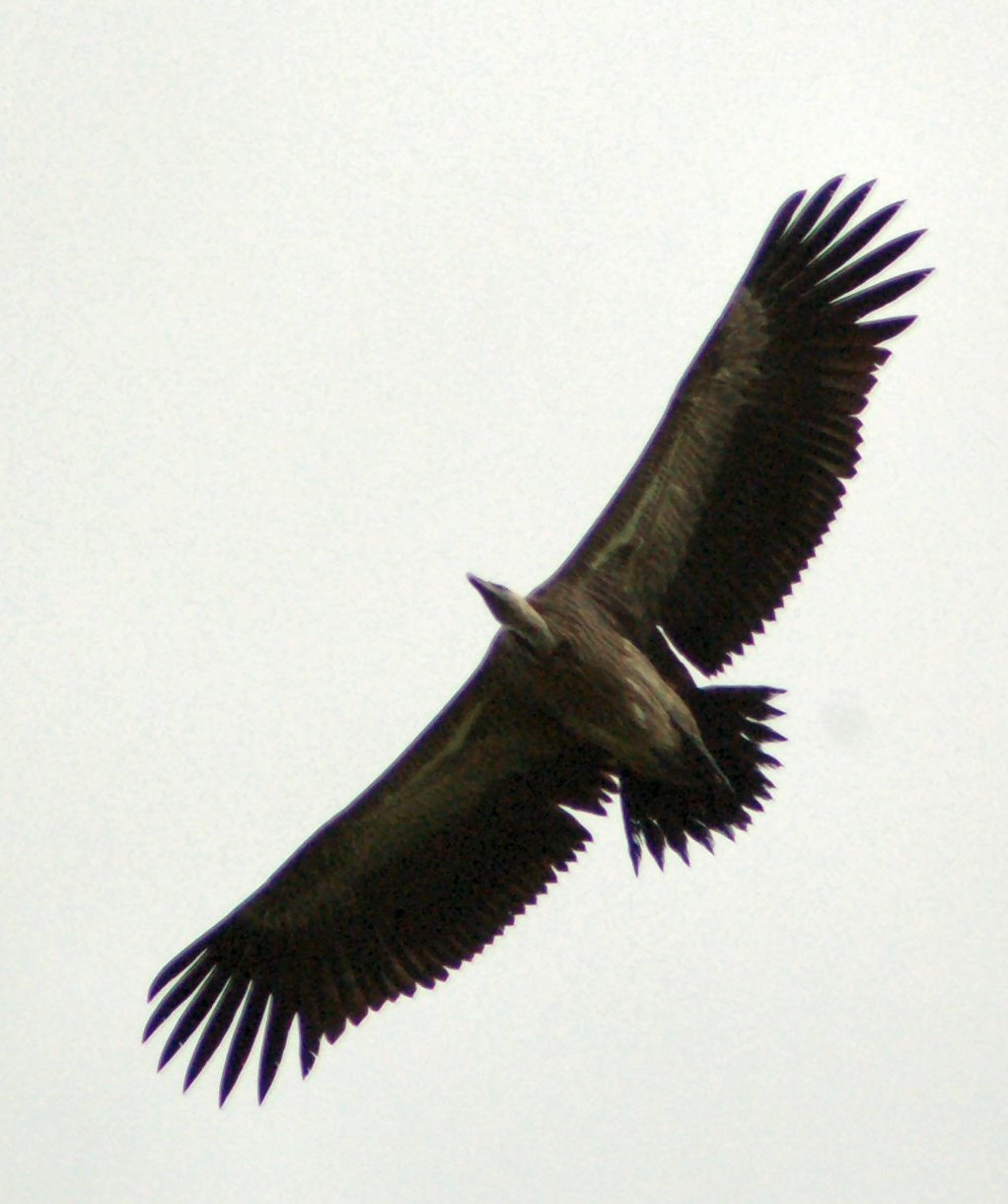

Indisk gam häckar främst på klippavsatser, men även i träd i Rajasthan. Liksom andra gamar är den en asätare. Den hittar sitt byte genom att flyga över savann och bebodda områden, ofta i flock.

## Status & hot
Indisk gam och bengalgam har minskat mycket kraftigt på senare tid, mellan 97 och 99 procent av populationen har försvunnit i Indien och Pakistan. Mellan 2000 och 2007 minskade indisk gam och smalnäbbad gam med över 16 % varje år. Orsaken är förgiftning till följd av veterinärmedicinen diklofenak. Hos fåglarna bidrar de till akut eller kronisk njursvikt. Undersökningar har visat att gamar (samt i viss mån andra fåglar) har en annorlunda blodförsörjning av njuren än till exempel njuren hos däggdjur, och hos gamar/fåglar tros diklofenak hämma blodflödet till njurbarken.

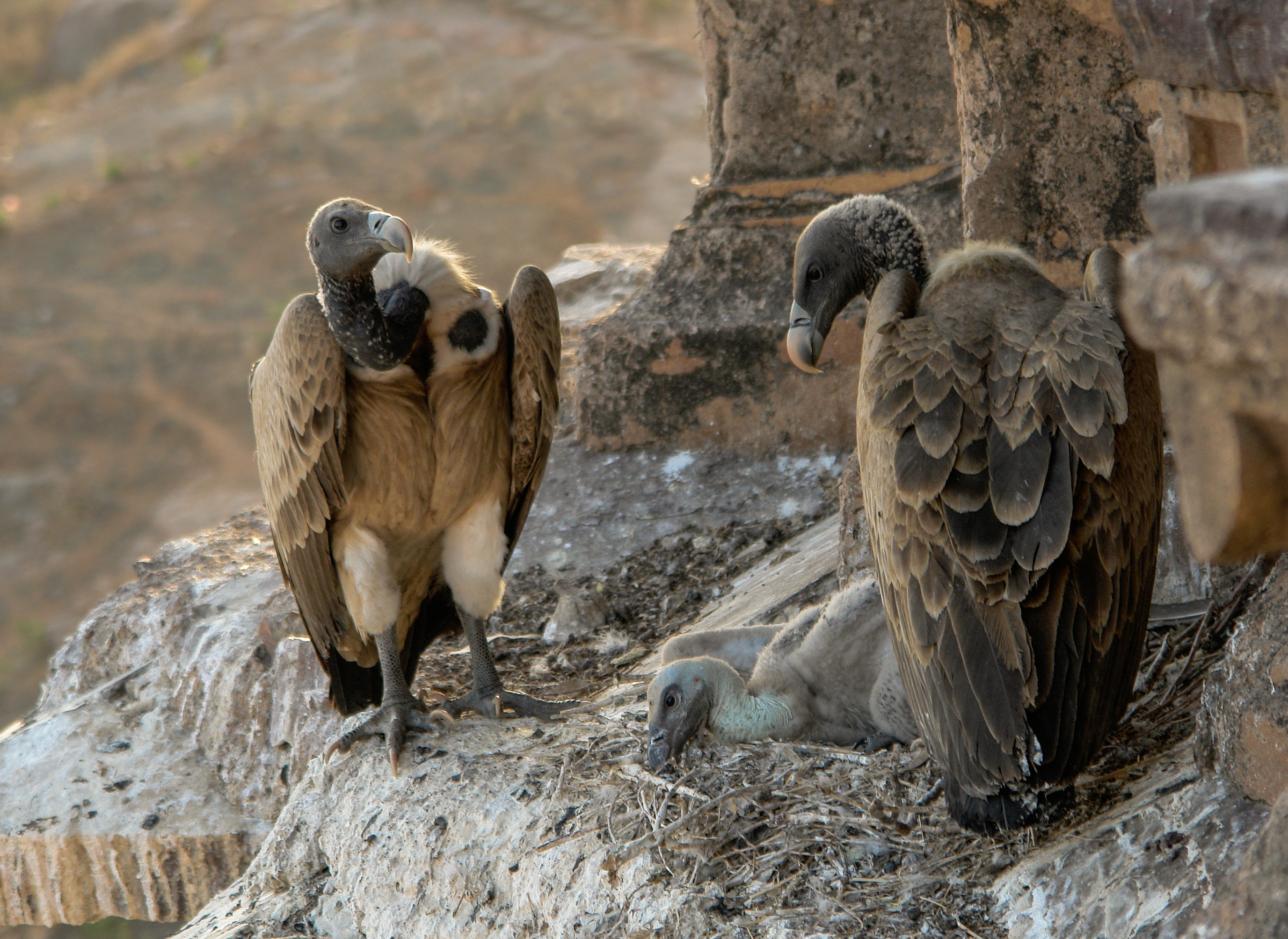
At nest (Orchha, India)

Program för att föda upp gamar i fångenskap har startats i Indien. Gamar lever länge och förökar sig långsamt, vilket gör att uppfödningsprogrammen kommer att pågå under lång tid. Gamar är könsmogna först vid fem års ålder. Förhoppningen är att släppa ut gamarna när diklofenak har försvunnit i miljön. I början av 2014 tillkännagavs att projektet Saving Asia’s Vultures from Extinction (Save) att gamar kommer att börja släppas ut 2016.

## Bilder

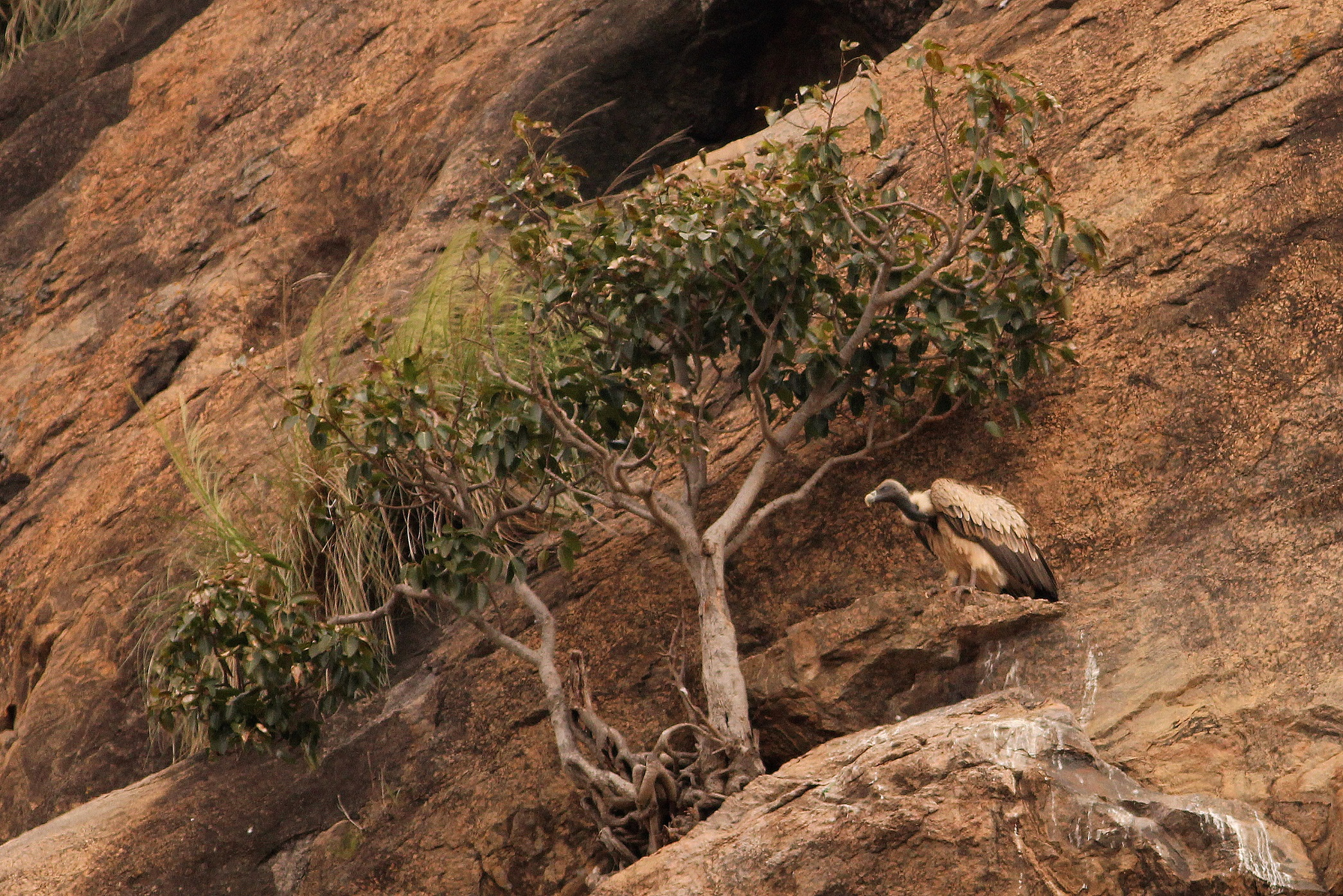
Ramanagara, Karnataka
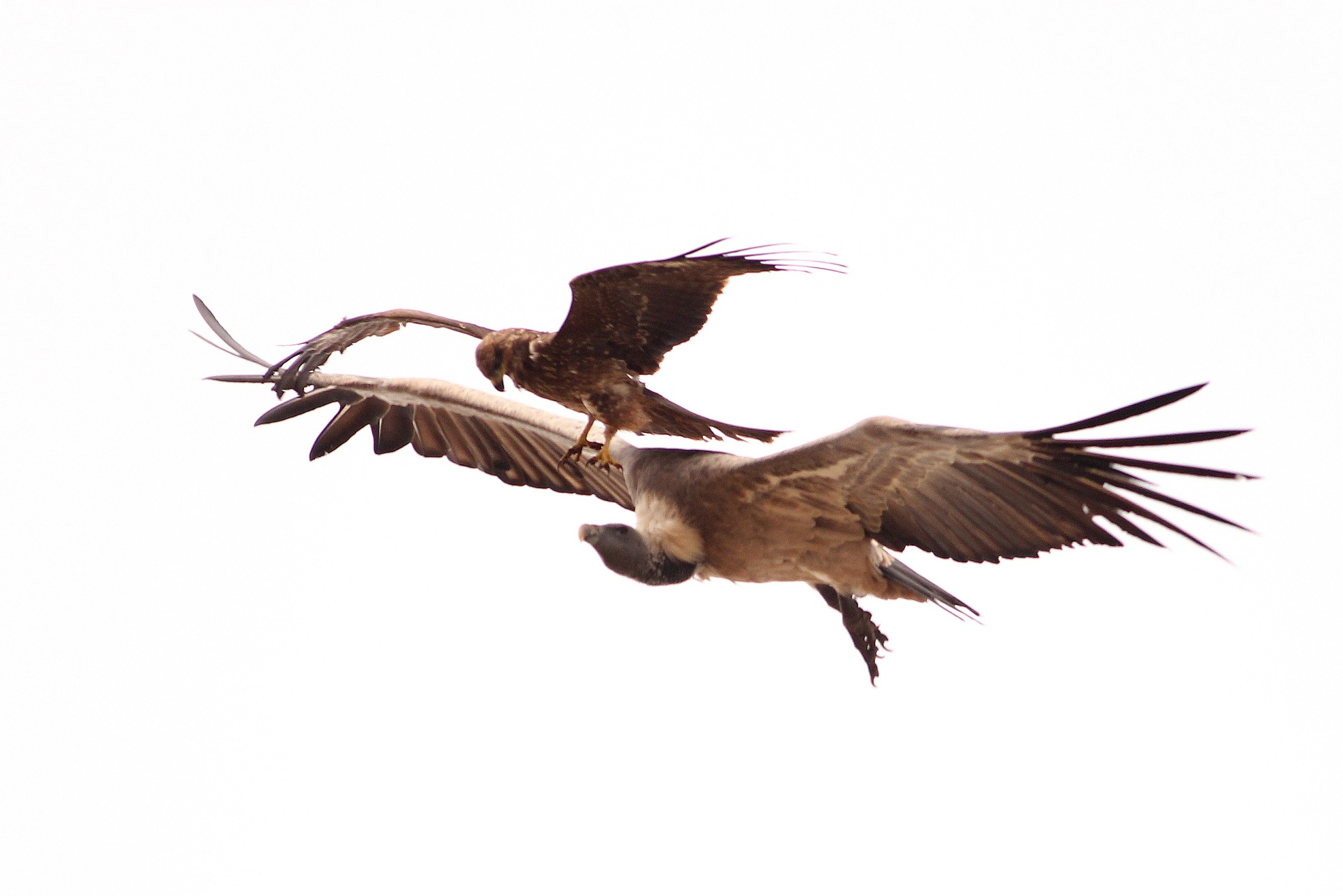
Jagad av brun glada. Ramanagara, Karnataka
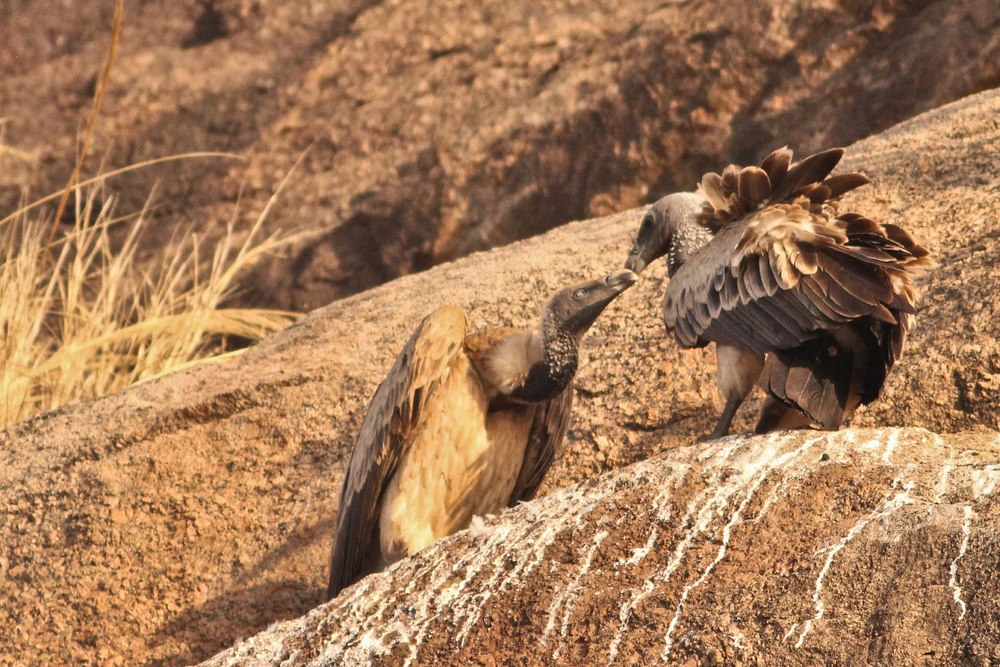
Ramanagara, Karnataka
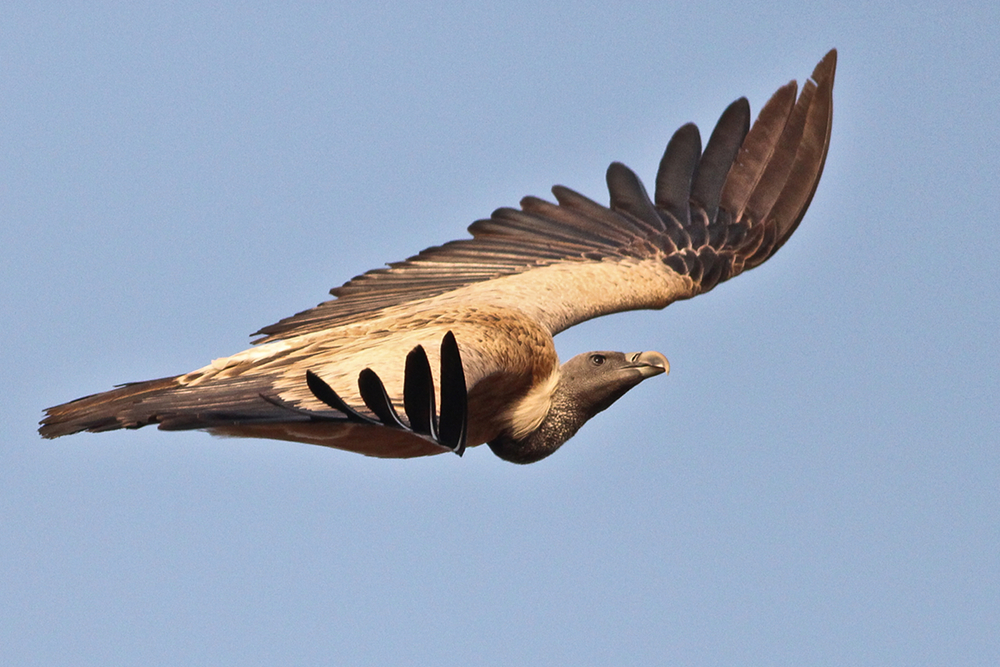
Ramanagara, Karnataka